# VCC Live Group Zrt.
A VCC Live Group Zrt. (VCC Live®) egy telekommunikációs szolgáltatásokat nyújtó technológiai vállalat, amely elsőként vezette be a magyar piacon a felhő alapú call center szolgáltatást.
A cég helyi képviseletként leányvállalatokat működtet az Egyesült Államokban, Németországban és Lengyelországban.

## Története
A vállalat elődjét, az NDG Bt.-t 1999-ben webalapú alkalmazásfejlesztő cégként alapították.
A cég 2003-ban átalakult, majd Tóth Szabolcs és Jalsovszky Tamás tulajdonosok eWorld Com Kft.-re változtatták a nevét. A cél ekkor már internetalapú hangtovábbításra épülő rendszerek fejlesztése volt. Az új stratégia részeként indították el VoIP szolgáltatásokat, amely Magyarországon az elsők között volt.
A cég az ezredforduló utáni években fejlesztette ki iFax szolgáltatását, amelyet üzleti célú felhasználásra szántak. Az iFax azt az űrt volt hivatott betölteni IP alapú faxküldő- és fogadó szolgáltatásként, amelyet az ekkor még nem eléggé gyors internet, így a nem megfelelő hangminőség miatt az üzleti célú VoIP szolgáltatások még nem töltöttek be. A szolgáltatás továbbfejlesztett változatát, az iFax Broadcastet már a nemzetközi piacon is értékesítette a cég. A cégvezetés ugyanakkor már ebben az időszakban is úgy gondolta, hogy ez a technológia kiszorulóban van, ezért más lehetőségeket is kerestek.
A VCC ebben az időszakban több mint százmillió forintot költött fejlesztésekre és 2005-ben ismét a VoIP valamint call center szolgáltatásokkal kezdett el foglalkozni. 2008-tól telepített megoldásokat egyáltalán nem értékesítenek, iCall szolgáltatásuk megszűnt. Szolgáltatásaik azóta felhőalapú rendszerként működnek. A magyarországi call center piacon ezt követően elsőként jelentkeztek felhőalapú call center szolgáltatással, aminek révén a cég piacvezetővé lépett elő.
2010-re a vállalat legfőbb szolgáltatásává a Virtual Call Center nevű megoldás vált, ezért is döntöttek az újabb névváltoztatás mellett. A cég 2010 decemberétől viseli a Virtual Call Center Kft. nevet.
A cég első külföldi leányvállalatát, a Virtual Call Center GmbH-t 2011-ben Erdingben alapították meg, székhelye később Berlinbe költözött. A második nemzetközi leányvállalat megalapítására 2014-ben került sor, a Virtual Call Center Sp. zo.o. székhelye Varsóban található. 2017-ben a cég megalapította a harmadik leányvállalat is, a VCC Live USA Inc.-t Delaware államban, Wilmington városában. A cég legfontosabb piacai Európában, Afrikában és az amerikai kontinensen találhatóak.
2013-ban megalakul a Virtual Call Center Solutions Zrt., amely 500 000 eurós (150 millió forintos) befektetést kapott a DBH Investmenttől nemzetközi terjeszkedésének segítésére. A beruházás további céljai között szerepelt a termékfejlesztési folyamat felgyorsítása, illetve a jelenlegi termékek és szolgáltatások továbbfejlesztése is.
A VCC ügyfelei, partnerei számára ügyfélszolgálati támogatást nyújt budapesti székhelyén, illetve rendszeres képzésekkel segítik munkájukat, melyeken az ügyfelekkel megismertetik a rendszer funkcióit, illetve tájékozódnak partnereik igényeiről és a piaci trendekről, amely információkat felhasználják a jövőbeni fejlesztésekhez. Az ügyfelekkel való kapcsolattartás ugyanezt a célt szolgálja, az egyedi igények alapján kidolgozott megoldások helyet kapnak a fejlesztésekben is.

## Szoftverek
A cég 2003 és 2008 között telepített és távoli call center megoldásokat egyaránt kínált ügyfelei számára. VCC Live Desk nevű termékük népszerűsítésére több nemzetközi kiállításon és szakmai konferencián, eseményen is részt vettek, többek között Berlinben, Birminghamben, Varsóban, Bukarestben és Budapesten.

### iCall
A cég első telepített call center szolgáltatása az iCall volt, amelyet 2005-ben indítottak el. Ez 2008-ban szűnt meg, ezután kizárólag cloud alapú szolgáltatásként működött tovább az akkor még eWorld Com Kft. névre hallgató cég megoldása.

### VCC Live Desk
A vállalat fő szolgáltatása jelenleg egy komplex, felhőalapú szolgáltatás, amely széles sávú interneten keresztül bárhonnan elérhető és hozzáférhető, rendeltetése pedig az, hogy a call centerek számára professzionális és teljeskörű szoftveres és távközlési megoldást biztosítson.
A szoftver maga egy integrált kliensprogram, amely tartalmazza a call center menedzsment, híváskezelési, kérdőív kitöltési és a telefonálási funkciókat. A projektmenedzsment funkció a munkaerő-elosztást, a különféle típusú projektek beállítását és az eredmények követését és összehasonlítását teszi lehetővé. A szoftver emellett alkalmas MS Excel táblázatok kezelésére, SPSS fájlok exportálására, scriptmenedzsmentre, a beszélgetések rögzítésére és a rögzített, mp4 formátumban tárolt hangfelvételek online meghallgatására és letöltésére is.
A szolgáltatás valós idejű statisztikákkal biztosít nagyobb kontrollt a call center felett, átlátható felhasználói munkafolyamatot biztosít, illetve rendelkezik prediktív tárcsázó funkcióval is, amely az operátorok hívással eltöltött idejét óránként 35-45 percre is emelheti.
A kliensprogram jelenleg 14 nyelven érhető el.
A szolgáltatás különlegessége, hogy indításához és fogadásához csak egy head-setet kell csatlakoztatni a széles sávú internettel ellátott számítógéphez. A VCC Live Desk szoftver így eszközberuházás nélkül teszi lehetővé a telemarketinges, ügyfélszolgálati, telefonos piackutatási és egyéb telefonos tevékenységek végzését.
A VCC Live Desk felhő alapú szolgáltatás a kezdetektől fogva havi átalánydíjas vagy használtalapú konstrukcióban érhető el, ezzel a konstrukcióval a call centert üzemeltető kisvállalatoktól a többnyelvű, multinacionális nagyvállalatokig célozzák a piacot. A szolgáltatás előnyei a cég szerint a minimum 20 operátort foglalkoztató call centerek esetén érezhetőek.

### VCC Pay
2016-ban indult el a régióban egyedülálló VCC Pay szolgáltatás, amely segítségével telefonbeszélgetés közben, operátori segítséggel indítható bankkártyás fizetés. A VCC Pay megfelel az öt legnagyobb kártyatársaság (többek között a MasterCard, Visa és AMEX) által kiállított biztonsági tanúsítványnak, ezzel is biztosítva a fizetés maximális biztonságát.

## Stratégia
A cég 3-5 éven belül piacvezető szerepet kíván szerezni Közép-Európában, illetve tevékenységüket további régiókra is kiterjesztenék. Céljuk, a cloud alapú megoldások elterjedésének segítése a call center és contact center iparágban, publikus és privát felhő környezetben, valamint az, hogy a cloud alapú szolgáltatások - a hagyományos megoldások mellett - iparági szabvánnyá válhassanak.
A DBH Investment Zrt. általi tőkebefektetést követően a VCC Live® a tőkét felhasználva saját értékesítőkkel és partner programmal jelent meg a legnagyobb piacokon. A tulajdonosok szándéka szerint, amennyiben a külföldi piacon jól szerepel a szolgáltatás, sor kerülhet egy második körös forrásbevonásra is.

## Társadalmi szerepvállalás
A VCC Live® nagy hangsúlyt fektet arra, hogy termékeit a mozgásukban korlátozottak és a megváltozott munkaképességűek is ugyanolyan hatékonysággal használhassák. 2013 novemberében a Partnering CE Expo szakmai kiállításon jelentette be a cég, hogy egy speciális modul segítségével kibővítik a Virtual Call Center kibővített funkcióinak elérhetőségét annak érdekében, hogy „a látássérült call centeres munkatársak ugyanazt a minőségi munkát tudják elvégezni”.
A VCC Live® a magyarországi call center szakma támogatásában is aktívan jelen van, kiemelten támogatják a Call Center Akadémia nevű rendezvénysorozatot.
A cég 2014-ben részt vett az SOS Gyermekfalvak támogatásában, egy gyermekek befogadására szolgáló lakásotthon megvásárlásában és felújításában.
2018 novemberétől, a VCC Live® ingyenes vonalat biztosít a Hazakísérő Telefon Alapítvány által nyújtott Hazakísérő Telefon szolgáltatás számára. A szolgáltatás keretében, az este egyedül hazasétálók péntek és szombat éjszakánként ingyen hívhatják a vonalat és önkéntesekkel beszélgethetnek, amíg haza nem érnek.